# لين هيوز
لين هيوز (بالإنجليزية: Len Hughes)‏ (1 يناير 1899 بتوتنهام في المملكة المتحدة - 19 أغسطس 1958) هو لاعب كرة قدم بريطاني (وحمل سابقاً جنسية المملكة المتحدة لبريطانيا العظمى وأيرلندا) في مركز نصف الجناح. لعب مع نادي بيرنلي وأكرينجتون ستانلي ‏ ونادي ليتون ‏.